# ロバート・マンゴールド

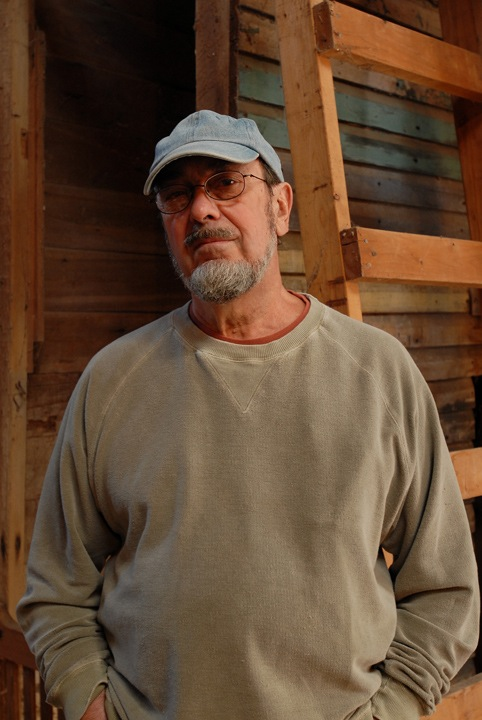
ロバート・マンゴールド

ロバート・マンゴールド（Robert Mangold 、1937年10月12日 - ）は、アメリカ合衆国のミニマリズムの美術家。

## 人物
1970年初頭に彼は、平面幾何学的形体を様々に組み合わせることによって Flat Art (平面アート)の可能性を探求した。
1967年にグッゲンハイム美術館のグッゲンハイム・フェローシップを獲得し、1971年には同館で初個展を行った。